# Premi Nacional de Teatre
|  | No s'ha de confondre amb Premio Nacional de Teatro. |

El Premi Nacional de Teatre formà part dels Premis Nacionals de Cultura i era concedit anualment per la Generalitat de Catalunya, reconeixent la trajectòria professional de cada guardonat en la seva categoria i amb una dotació de 18.000 euros.
El premi era designat per un jurat encapçalat pel Conseller de Cultura i era atorgat en una cerimònia presidida pel President de la Generalitat, conjuntament amb la resta de Premis Nacionals de Cultura. A principis d'abril de 2013 es va fer públic que el Govern de la Generalitat de Catalunya reduïa els premis Nacionals de Cultura de 16 a 10 guardonats, i n'abolia les categories, creant un sol guardó de Premi Nacional de Cultura, amb la intenció de "tallar el creixement il·limitat de categories".

## Guanyadors
Des del 1995 el Premi Nacional de Teatre s'ha atorgat a:
- 1995 - La Cubana
- 1996 - Mario Gas
- 1997 - Rodolf Sirera
- 1998 - Joan Brossa
- 1999 - Ricard Salvat
- 2000 - Sergi Belbel
- 2001 - Carles Santos
- 2002 - Feliu Formosa
- 2003 - Anna Lizaran
- 2004 - Josep Maria Pou
- 2005 - Sala Beckett
- 2006 - Lluís Homar
- 2007 - Lluïsa Cunillé
- 2008 - Salvador Sunyer
- 2009 - Francesc Orella
- 2010 - Mercè Arànega
- 2011 - Pere Arquillué[3]
- 2012 - Carme Sansa[4]
- 2014 - Pepa Plana[5]
- 2015 - Núria Espert[6]
- 2016 - Clara Segura[7]
- 2017 - Emma Vilarassau[8]
- 2018 - Josep Anton Codina[9]
- 2019 - Clara Peya[10]